# Eucereon melanoperas
Eucereon melanoperas là một loài bướm đêm thuộc phân họ Arctiinae, họ Erebidae.